# Adam McMullen
Adam McMullen, född 12 juni 1872 i Wellsville, New York, död 2 mars 1959, var en amerikansk republikansk politiker. Han var Nebraskas guvernör 1925–1929.
McMullen utexaminerades 1896 från University of Nebraska och avlade 1899 juristexamen vid George Washington University. Därefter var han verksam som advokat i Nebraska.
McMullen efterträdde 1925 Charles W. Bryan som Nebraskas guvernör och efterträddes 1929 av Arthur J. Weaver.
McMullen avled 1959 och gravsattes på Wymore Cemetery i Wymore.